# The New York Review of Books
The New York Review of Books (NYREV, NYRB) — нью-йоркский журнал со статьями по литературе, культуре, экономике, науке и современности. Выходит раз в две недели. Основан в 1963 году.
«Esquire» называл его «главным литературно-интеллектуальным журналом на английском языке», а «Guardian» — «голосом либеральных американских интеллектуалов», который отличают элитарность и скептицизм.
В «The New York Review of Books» публикуются подробные обзоры и эссе, часто написанные известными писателями, оригинальные стихи, а также есть разделы с рекламой писем и личных сообщений, которые вызвали критические комментарии. В 1979 году журнал основал «London Review of Books», которая вскоре стала независимой. В 1990 году он основал итальянское издание «la Rivista dei Libri», издававшееся до 2010 года. Роберт Б. Сильверс и Барбара Эпштейн редактировали журнал вместе с момента его основания в 1963 году до смерти Эпштейна в 2006 году. С тех пор и до своей смерти в 2017 году Сильверс был единственный редактор. Ян Бурума стал редактором в сентябре 2017 года и покинул свой пост в сентябре 2018 года. Габриэль Уинслоу-Йост и Эмили Гринхаус были назначены соредакторами в феврале 2019 года.